# Carlo Adriano García Prades
Carlo Adriano García Prades   (Vila-real, 12 de febrer de 2001), més conegut com a Carlo Adriano, és un futbolista valencià que juga com a migcampista central al Vila-real CF.

## Carrera de club
Nascut a Vila-real, Carlo Adriano es va incorporar a l'equip juvenil del Vila-real CF l'any 2010, procedent del CD Benicasim. Va fer el seu debut com a sènior amb l'equip C el 24 d'agost de 2019, començant com a titular en una victòria fora de casa per 3-0 a Tercera Divisió contra el CF Recambios Colón.
Carlo Adriano va marcar el seu primer gol com a sènior l'1 de setembre de 2019, l'únic del partit en una victòria a casa davant el CD Olímpic de Xàtiva. El 26 d'octubre, va marcar un doblet en ua golejada per 5-0 a casa de la UD Benigànim.
Abans de la temporada 2020-21, Carlo Adriano va ser assignat al filial a Segona Divisió B i va debutar amb el conjunt el 18 d'octubre de 2020 com a titular, amb una derrota per 0-1 contra l'SCR Peña Deportiva. Va debutar amb el primer equip el 16 de desembre, entrant com a substitut als darrers minuts en el lloc de Juan Foyth en una golejada per de 6-0 contra la SD Leioa, per a la Copa del Rei de la temporada; En fer-ho, va esdevenir el sisè jugador nascut a Vila-real que debutava amb el club.
Carlo Adriano va debutar com a professional i a la primera divisió el 3 de gener de 2022, substituint Manu Trigueros en una golejada per 5-0 a casa contra el Llevant UE.

## Vida personal
El pare i el germà de Carlo Adriano també eren futbolistes: el primer, Adriano, també era davanter, mentre que el segon, Cristian, era migcampista. Tots dos també es van preparar al Vila-real.